# Biserica Sfinții Voevozi din Ploiești
Biserica Sfinții Voievozi din Ploiești își are numele de la primul hram al bisericii, din anul 1628, și din datele existente în arhivă se crede că este a doua biserică ca vechime din orasul Ploiești, după Biserica Domnească. Înaintea actualei biserici parohiale a existat o biserică construită din bârne din lemn, din anul 1648, dar la 1711 a început zidirea bisericii actuale, încheindu-se în anul 1720. Biserica păstreaza stilul brâncovenesc ca arhitectură, fiind monument istoric de arhitectură. Între anii 2000 - 2005 s-au realizat lucrări de consolidare, de reparații capitale cu subzidire, s-a îndepărtat pictura veche, deoarece aceasta nu avea valoare de patrimoniu, și s-a realizat o pictură nouă între anii 2002 - 2005, în tehnica frescă. 
Biserica a fost târnosită de către PS Vincențiu Ploieșteanu, episcop vicar patriarhal, în Duminica Mironosițelor din 15 mai 2005.  Arhivat în 18 ianuarie 2008, la Wayback Machine.